# اولاين
 اولاين (بالإنجليزية: Alioth) هو بيئة التطوير التعاونية على أساس برنامج FusionForge يديره مشروع دبيان لتطوير البرمجيات الحرة والوثائق الحرة، خصوصا البرمجيات والوثائق المتعلقة بدبيان. معظم المشاريع التي تم استضافتها من اولاين هي برامج محزمة بنسق دبيان.ولكن هناك بعض المشاريع البارزة غير تلك التي بنسق دبيان تم استضافتها، مثل مشروع (SANE الماسح الضوئي سهل الوصول الآن).

## تاريخ
أعلن عن اولاين في مارس 2003. أصلا استضيفت شيفرة اولاين على موقع سورس فورجت.

## وصلات خارجية
- موقع اولاين